# 莱拉·施耐普斯
莱拉·施耐普斯（Leila Schneps，1961年12月22日—），美国女数学家，居住在法国，供职于法国国家科学研究中心（CNRS）和皮埃尔和玛丽·居里大学朱西厄校区数学研究所, 她的研究专长为数论。除了发表学术论文，施耐普斯还编有数部教科书，写过一本科普书和多篇科普文章，这些科普作品是关于刑事诉讼中数学的运用和滥用。施耐普斯还以笔名凯瑟琳·萧（Catherine Shaw）发表了一系列数学主题谋杀小说。

## 教育
施耐普斯于1983年获得哈佛大学-拉德克利夫学院数学、德语和文学的学士学位，然后她赴法国读研究生。1985年，她在巴黎第十一大学奥赛校区完成数学正规博士班（Doctorat de Troisième Cycle）学业， 论文主题是椭圆曲线上p进L函数。 1990年获得数学博士学位， 论文主题是p进L函数和伽罗瓦群， 1993年获得弗朗什-孔泰大学特许任教资格，论文主题是逆伽罗瓦问题。

## 职业经历
施耐普斯在1990年获得博士学位之前，在法国和德国多所大学做过助教，之后，她在瑞士苏黎世联邦理工学院做博士后。1991年，她在法国国家科学研究中心（CNRS）和弗朗什-孔泰大学获得永久研究职位，至今她仍然在此工作。 在1990年代末，她曾在哈佛大学、普林斯顿高等研究院、美国国家数学科学研究所短期访问研究。

## 出版物

### 学术论文
施耐普斯在1980年代末以来，在解析数论各领域有论文发表。她早年的工作是关于p进L函数的， 这也是她第一篇学位论文的课题，她随后从事黎曼ζ函数相关领域研究。
1990年代末以来，施耐普斯主要研究伽羅瓦理論，包括伽羅瓦群，几何伽羅瓦群作用和逆伽羅瓦问题， 她在算术几何这些领域的研究得到很高的评价。  进而，她进入了格羅滕迪克-泰希繆勒群方面的研究，并且成为保护亚历山大·格罗滕迪克论著和历史的委员会的成员之一。她近来的研究工作是关于李代数的。

### 著作
施耐普斯参编数部数论方面的教科书。她还编辑过格罗滕迪克的兒童畫理论的系列讲义，并在此系列讲义中发表论文一篇，她是一部关于逆伽罗瓦问题的教科书的编者之一，参编了一部关于伽罗瓦群的专著。她还是一部关于场论的专著的共同作者之一，一部关于伽罗瓦-泰希缪勒理论的专著的编者之一。
施耐普斯在2013年出版了一部名为《法庭上的数学：数字在庭审中的运用和滥用》（Math on Trial: How Numbers Get Used and Abused in the Courtroom），这部书是与她同为数学家女儿共同完成的。这部书是写给大众的科普书，以历史上10个官司为例，介绍了数学——尤其是统计学——如何影响诉讼判决的，尤其是数学被误用的时候。本书尽管不是教科书，但书评人认为很适合学生阅读，并登堂入室，启发学生“思考、交流，甚至讨论相关课题”，书评人认为，本书“在内容选取的平衡方面做的很好，既为专家提供足够的数学知识，以验证细节，又不至于把普通读者淹没的细节之中” ，还有书评人认为，本书适合“父母辅导孩子学习数学和法律”。
也有一些书评人对本书提出批评，认为本书过度简化了复杂的诉讼中数学的影响。一位书评人认为，尽管本书对一些庭审中数学的局限性做了适当的描述，但夸大了数学在诉讼中的作用。有书评认为，本书受作者所选取的案件的影响，让人觉得“庭审错误比比皆是”，作者没有充分描述律师、法官的常规和专业的质证。

### 译作
施耐普斯将多部法语著作译成英文，包括《费马-懷爾斯数学入门》（Invitation to the mathematics of Fermat-Wiles）、《伽罗瓦理论》（Galois theory）,、《一位数学家与他的时代角力》（A Mathematician Grappling With His Century）、《霍奇理論和复代数几何II》（Hodge Theory and Complex Algebraic Geometry II）、《p进L函数和p进表示》（p-adic L-Functions and p-Adic Representations） 、《重整化方法：临界现象、混沌、分形结构》（Renormalization methods : critical phenomena, chaos, fractal structures）。

### 格罗滕迪克
数学家亚历山大·格罗滕迪克在1991年隐居，并撤销他已发表的论文。十余年后，施耐普斯和皮埃尔·洛查克（Pierre Lochak）在比利牛斯山一小镇找到了隐居的格罗滕迪克，并保持通信。。施耐普斯是“格罗滕迪克圈”（Grothendieck Circle）的创始者之一，格罗滕迪克圈是一个以提供格罗滕迪克圈相关信息为宗旨的团体，创立并运行格罗滕迪克圈网站 （页面存档备份，存于），收集格罗滕迪克的信息，包括他未发表的论著。施耐普斯还协助翻译格罗滕迪克与让-皮埃尔·塞尔的通信。

### 文学作品
2004年，施耐普斯以笔名凯瑟琳·萧（Catherine Shaw）出版了《三体问题，剑桥之谜》（The Three Body Problem, a Cambridge Mystery）一书，这是一部犯罪小说，故事的人物有1800年代末剑桥研究三体问题的数学家。书名是一双关语，既指数学三体问题，也指三个谋杀案死者。一位数学家评论该书，对用到的数学，介绍得很准确，对数学家的性格和社会的刻画也很到位，但不喜本书的维多利亚文学文学风格 。另一位书评人专门联系了作者，并确认凯瑟琳·萧是笔名，作者本人从事数学学术研究，希望匿名发表小说。凯瑟琳·萧是莱拉·施耐普斯的笔名已经为人所知
施耐普斯以凯瑟琳·萧的笔名又发表了成系列的4部历史小说，主人公均为凡妮莎·邓肯（Vanessa Duncan），都是以数学为主题：
《花儿的色彩来自月光》（Flowers Stained with Moonlight）书名来自阿尔弗莱德·道格拉斯的一句诗，这句诗是发现真凶的线索。
《图书馆悖论》（The Library Paradox） ，这也是一个双关语书名，既指本书是一个发生在图书馆的经典的密室推理故事，还暗指罗素悖论，罗素悖论来自书目是不是包含自身这一问题。
《河之谜》（The Riddle of the River）讲的是“19世纪末降神会热和古列尔莫·马可尼的电报革命”。
《致命的遗传》（Fatal Inheritance） 讲的是“遗传的重要性及其对国民健康的影响，弗洛伊德的新理论，……，有争议的優生學”。
施耐普斯以凯瑟琳·萧的笔名曾发表过一本非小说类书，这部书是一本求解数独和数和难题的指导书。

## 研讨和讲课

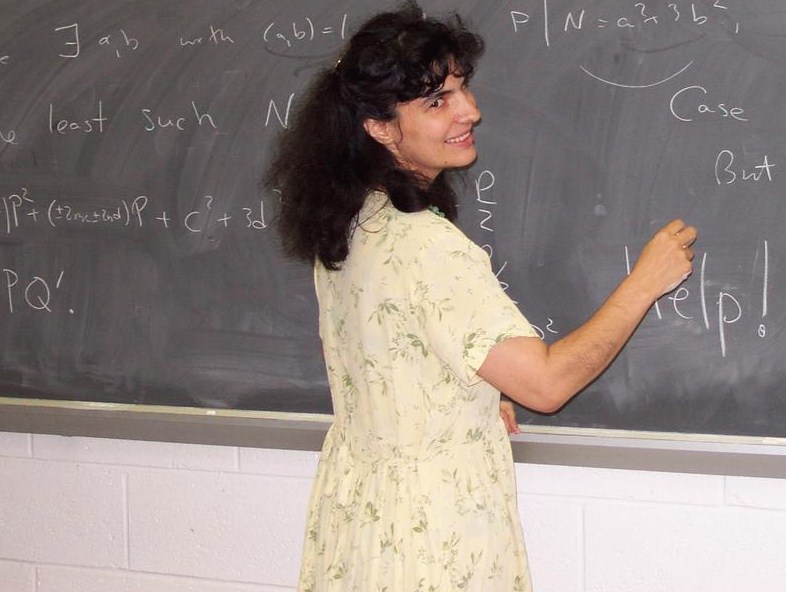
施耐普斯在课堂

施耐普斯经常在数学会议和研讨会上讲课或做报告。2004年，在帕罗奥图美国数学研究所举行的讲习班上做的报告涉及格罗滕迪克-泰希缪勒群、复曲线、幺半范畴、基本群 和李代数。2012年，她在麻省理工学院讲格罗滕迪克-泰希缪勒理论系列课程。2009年和2013年，她在剑桥牛顿数学科学研究所讲过自己多方面的工作，涉及罗滕迪克-泰希缪勒理论 、李代数和曲线模空间。2014年，她在贝兹学院桑普森讲堂上讲了多Zeta值的数学，另外还以自己的书《法庭上的数学：数字在庭审中的运用和滥用》为基础做了一个通俗的报告。

## 社会活动
施耐普斯推动大众对诉讼中正确运用数学和统计学知识的重要性的认识。除了她在这方面写的书，她还在报纸上就此问题发表多篇文章。她还是贝耶斯与国际法协会（Bayes and the Law International Consortium）的会员。